# Federalna Rada Wykonawcza

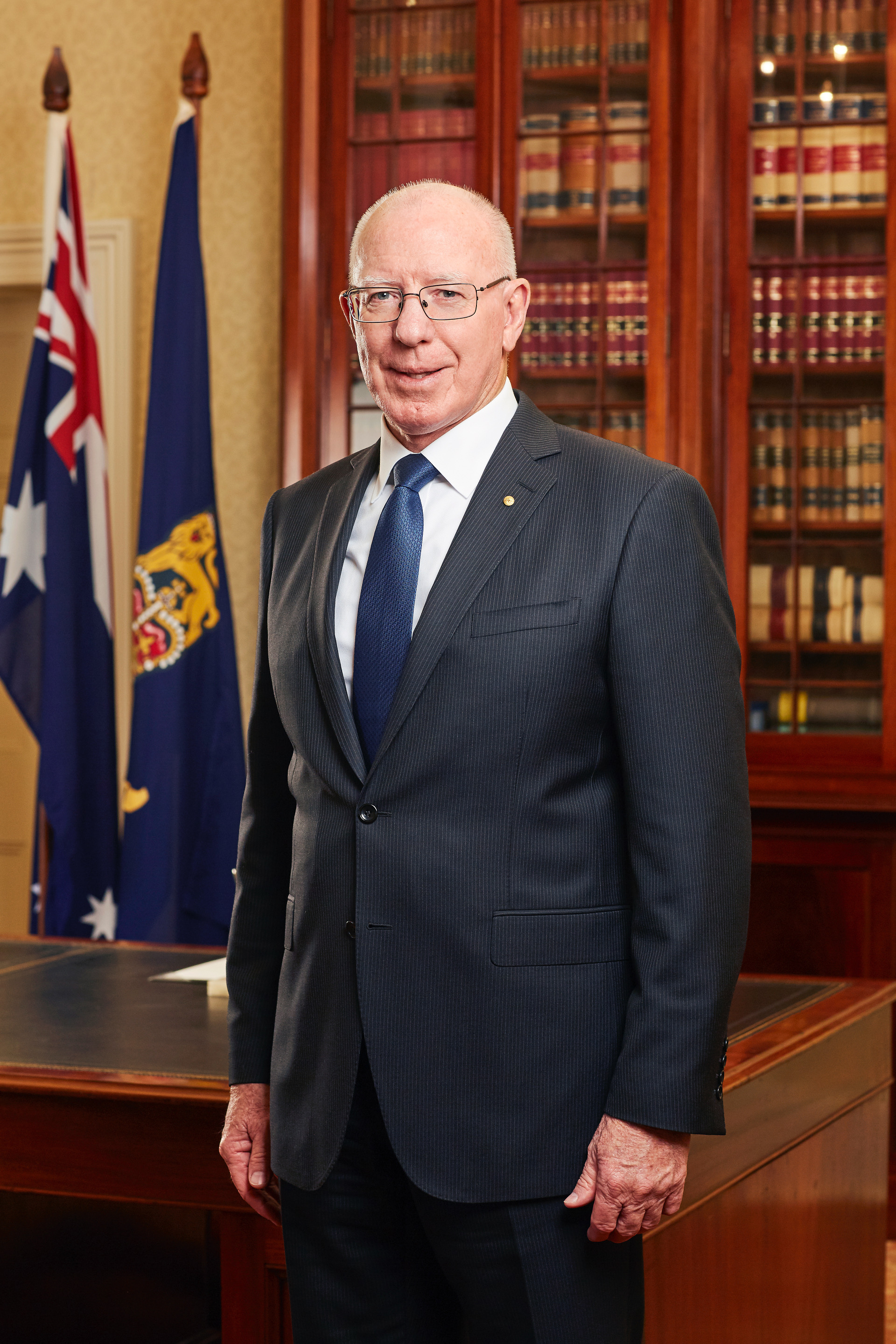
David Hurley, 27. Gubernator Generalny Australii, obecny przewodniczący Rady

Federalna Rada Wykonawcza (ang. Federal Executive Council) – organ władzy wykonawczej istniejący w systemie politycznym Australii, wzorowany na brytyjskiej Tajnej Radzie. Przewodniczącym Rady jest z urzędu gubernator generalny Australii, a w jej skład wchodzą wszyscy członkowie rządu (a więc nie tylko członkowie gabinetu, ale także politycy o randze odpowiadającej polskim sekretarzom i podsekretarzom stanu). Po zakończeniu urzędowania ministrowie formalnie pozostają członkami Rady aż do śmierci lub rezygnacji, ale w praktyce nie są zapraszani na posiedzenia i nie biorą żadnego udziału w jej pracach.
Istnienie Rady wynika z faktu, że australijski rząd - w przeciwieństwie np. do polskiego - nie jest uprawniony do samodzielnego stanowienia żadnych aktów prawnych o mocy powszechnie obowiązującej. Nie może zatem np. wydawać aktów wykonawczych do przyjmowanych przez parlament ustaw. Kompetencja ta zastrzeżona jest dla gubernatora generalnego, który wszakże zobowiązany jest zasięgać wcześniej opinii członków Federalnej Rady Wykonawczej i działać w zgodzie z ich zdaniem. Tym samym Rada jest faktycznie miejscem formalnego zatwierdzania przez gubernatora decyzji, których kształt merytoryczny wypracowywany jest wcześniej na forum gabinetu.
Gubernator mianuje na wniosek premiera wiceprzewodniczącego Rady, który zawsze jest członkiem gabinetu. Często stanowisko to jest łączone z kierowaniem resortem, ale bywa również, iż wiceprzewodniczący pełni de facto rolę ministra bez teki. Aby posiedzenie rady mogło się odbyć, wymagana jest obecność gubernatora generalnego oraz dwóch ministrów. Wiceprzewodniczący może zwołać posiedzenie bez udziału gubernatora, ale ma wówczas obowiązek pisemnie powiadomić go o tym fakcie (innymi słowy, gubernator musi wiedzieć o każdym posiedzeniu Rady, ale nie w każdym musi uczestniczyć).